# عشق معمولی (فیلم)
عشق معمولی (انگلیسی: Ordinary Love) فیلمی در ژانر درام و رمانتیک است که در سال ۲۰۱۹ منتشر شد.